# Urophyllum ferrugineum
Urophyllum ferrugineum är en måreväxtart som beskrevs av George King och James Sykes Gamble. Urophyllum ferrugineum ingår i släktet Urophyllum och familjen måreväxter. Inga underarter finns listade i Catalogue of Life.